# 江戸川区立瑞江小学校
江戸川区立瑞江小学校（えどがわくりつ みずえしょうがっこう）は、東京都江戸川区西瑞江3丁目にある公立小学校。

## 沿革
- 1883年（明治16年）10月16日 - 下今井村140番地に、私塾としてあった今井小学校が、公立小学校として認可。
- 1890年（明治23年）2月 - 二之江・鎌田・今井の三校を合併し、瑞穂小学校と呼称。
- 1913年（大正2年）4月1日 - 一之江と瑞穂村の併合による瑞江村発足により、一之江尋常高等小学校を瑞江尋常小学校と改称し、瑞穂尋常高等小学校を瑞江尋常高等小学校と改称。
- 1920年（大正9年）7月2日 - 東京府南葛飾郡瑞江尋常高等小学校と瑞江尋常小学校が合併し、新校地（瑞江村大字東一之江301～343）に建設、この日を創立記念日に制定。
- 1923年（大正12年）8月31日 - 瑞江尋常小学校を廃止し、瑞江尋常高等小学校に合併。
- 1932年（昭和7年）10月1日 - 瑞江村の東京市への編入により、東京市瑞江尋常高等小学校と改称。
- 1941年（昭和16年）4月1日 - 国民学校令により、東京市瑞江国民学校と改称。
- 1945年（昭和20年）4月14日 - 戦災により校舎一棟焼失。
- 1947年（昭和22年）4月1日 - 学制改革により、東京都江戸川区立瑞江小学校と改称。
- 1953年（昭和28年）11月1日 -.新中川放水路開さく計画により、現在地に移転。同時に一之江小学校を独立校として設置。
- 1958年（昭和33年）3月2日 - 椿分校（現:春江小学校）を新設。
- 1959年（昭和34年）4月1日 - 江戸川区立下鎌田小学校を独立校として新設。
- 1962年（昭和37年）12月6日 - 水泳用プール（25m）を落成。
- 1965年（昭和40年）4月1日 - 椿分校が独立し、江戸川区立春江小学校を新設。
- 1969年（昭和44年）4月 - 特殊学級を新設。
- 1970年（昭和45年）10月14日 - 創立50周年記念式典挙行。
- 1973年（昭和48年）5月8日 - 校歌碑除幕式挙行。
- 1977年（昭和52年）2月8日 - 施設完成記念式典挙行。
- 1980年（昭和55年）10月9日 - 創立60周年記念式典挙行。
- 1983年（昭和58年）8月 - 校庭全面改修、地上貯水槽設置、給水管全面改修、ランチルーム完成。
- 1984年（昭和59年）10月6日 - 校舎外壁全面塗装、給食室改修、休息室増築。
- 1985年（昭和60年）
  - 7月1日 - 機械警備開始。
  - 9月26日 - 理科室・飼育観察室・図書室・第2音楽室（内部改修）・心障学級浴室完成。
- 1988年（昭和63年）9月1日 - 校舎内都市ガス化工事完成。
- 1990年（平成2年）
  - 7月 - 校舎内壁全面塗装、正門、正面玄関、南門全面改修。
  - 10月18日 - 創立70周年記念式典挙行。
- 2000年（平成12年）10月26日 - 創立80周年記念式典挙行。
- 2003年（平成15年）
  - 4月8日 - 教育相談室設置。
  - 7月 - この月から8月まで、東校舎外壁塗装工事。
- 2004年（平成16年）9月6日 - パソコン校内LANケーブル接続。
- 2005年（平成17年）
  - 4月1日 - すくすくスクール開設。
  - 7月 - この月から9月まで、南・北西校舎外壁塗装工事。
- 2006年（平成18年）7月 - この月から8月まで、体育館全面改修とトイレ改修。
- 2007年（平成19年）
  - 6月 - この月から10月まで、第1期耐震補強工事。
  - 7月 - この月から10月まで、給食室全面改修。
- 2008年（平成20年）7月 - この月から9月まで、第2期耐震補強工事。
- 2010年（平成22年）
  - 1月 - この月から3月まで、校庭とプール改修。
  - 11月2日 - 開校90周年記念式典挙行。
- 2015年（平成27年）
  - 4月1日 - オリンピック・パラリンピック教育推進校。
  - 6月29日 - 創立95周年記念集会開催。
- 2016年（平成28年）3月31日 - 屋上防水工事・屋上緑化・防災井戸設置。
- 2017年（平成29年）7月 - この月から9月まで、屋体屋根等防水工事。
- 2020年（令和2年）4月1日 - 開校100周年。
- 2021年（令和3年）11月16日 - 開校100周年記念式典挙行。

## 通学区域
出典
- 江戸川区
  - 春江町3丁目（1番～13番）
  - 西瑞江3丁目（6番～10番）
  - 西瑞江4丁目（5番～9番）
  - 江戸川3丁目（1番～8番・13番～58番）
  - 江戸川4丁目（1番～14番）

## 進学先中学校
出典
- 江戸川区立瑞江中学校 - 春江町・西瑞江4丁目・江戸川3丁目（21番～58番）・江戸川4丁目から通う児童の主な進学先。
- 江戸川区立瑞江第二中学校 - 西瑞江3丁目・江戸川3丁目（1番～8番・13番～20番）から通う児童の主な進学先。

## 周辺
- 江戸川
  - 瑞江大橋
- 江戸川区立今井保育園 - 進級前保育園のひとつ
- このほか、中小規模のマンション・アパートなども点在する。

## アクセス
- 京成バスりんかいシャトルで、「瑞江小学校」停留所下車[4]。
  - 東京臨海病院・葛西駅・一之江駅西口方面発のりば（聖教新聞今井販売店側のりば）から、徒歩約150m・約3分。
  - 江戸川スポーツランド・瑞江駅方面発のりば（胡録神社側のりば）から、徒歩約205m・約4分。
    - なお、京成バスにも、「今井」停留所があるが、京成バス「瑞江小学校」停留所や都営バス「今井」停留所で下車するより、遠廻りとなる。
- 都営バスで、「今井」停留所下車。
  - 「葛西22」・「新小22」系統で、
    - 葛西駅前行のりばから、徒歩約265m・約4分。
    - 一之江駅前行・新小岩駅前行のりばから、徒歩約300m・約5分。

  - 「亀26」系統で、徒歩約245m・約4分（「亀26」系統は「今井」停留所が終点）。
- 都営地下鉄新宿線一之江駅より、
  - A3b出口から、徒歩約735m・約11分。
    - なお、一之江駅から学校敷地までは、最短で約305mだが、途中に江戸川がある事と道路の関係で、遠廻りとなる。

  - 駅西口から、上述の京成バス「りんかいシャトル」に乗車し4分、「瑞江小学校」停留所下車後、徒歩。